# Banks & Steelz

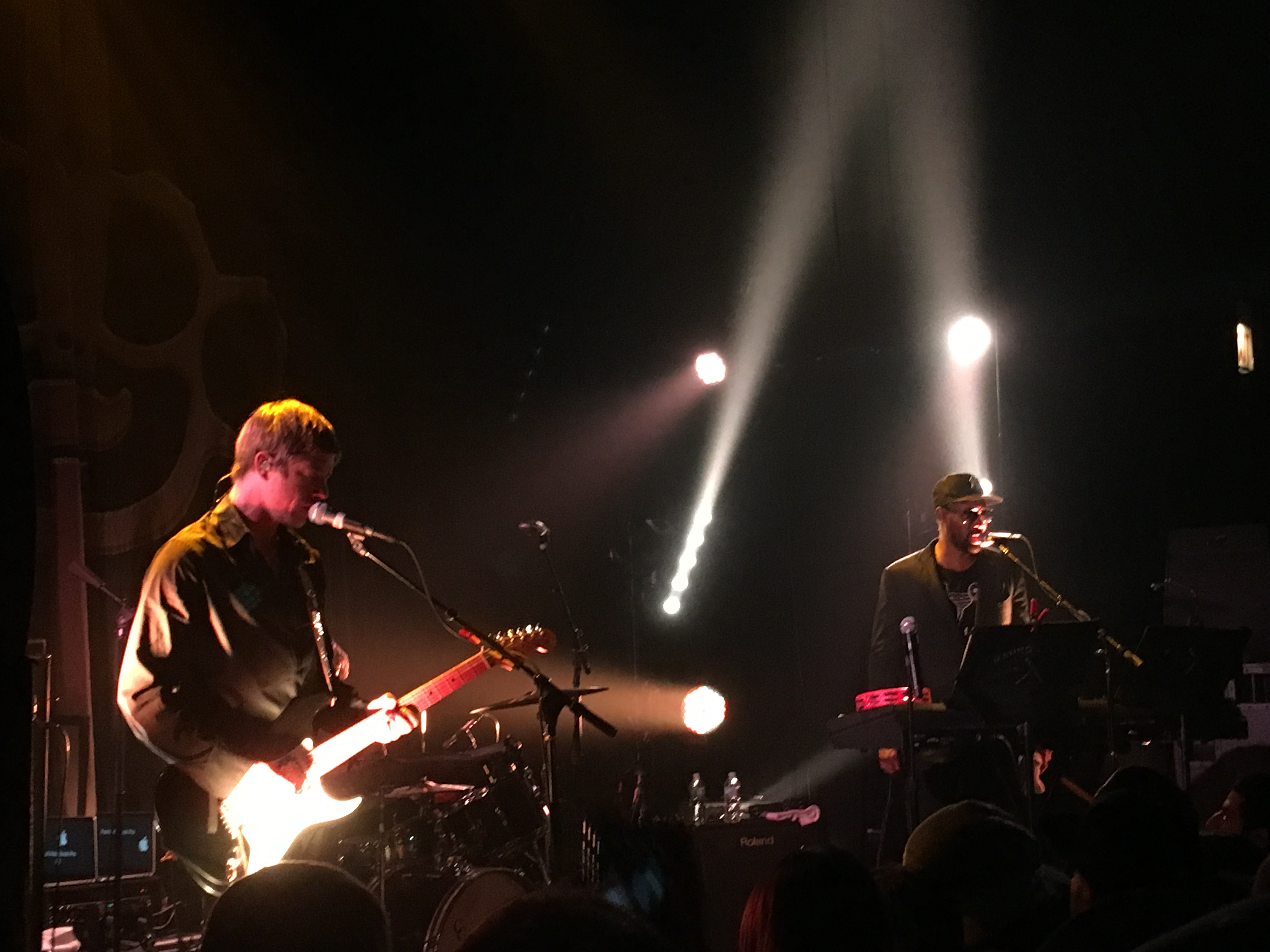
Banks & Steelz à Chicago en 2016.

Banks & Steelz est un duo formé du musicien américain Paul Banks (Interpol) et du rappeur américain RZA (Wu-Tang Clan).
Ils commencent à collaborer en 2011, et sortent leur premier album studio Anything But Words le 26 août 2016.

## Discographie

### Albums studio
| Titre | Détails |                    |                                                                                   |
| ----- | ------- | ------------------ | --------------------------------------------------------------------------------- |
| Titre | Détails | Anything But Words | - Sortie: 26 août 2016 - Label: Warner Bros. - Formats: CD, téléchargement, vinyl |

### Singles
| Titre                                  | Année | Album              |
| -------------------------------------- | ----- | ------------------ |
| "Love and War" (avec Ghostface Killah) | 2016  | Anything But Words |
| "Giant"                                | 2016  | Anything But Words |
| "Speedway Sonora"                      | 2016  | Anything But Words |
| "Sword in the Stone" (avec Kool Keith) | 2016  | Anything But Words |
| "Anything But Words"                   | 2016  | Anything But Words |